# Frank Bainimarama
Comodoro Josaia Voreqe Bainimarama ([tʃoˈsɛia βoˈreŋɡe mbɛiniˈmarama]; Kiuva, Fiyi, 27 de abril de 1954), conocido popularmente como Frank Bainimarama, es un político fiyiano que se desempeñó como primer ministro de Fiyi desde 2007 hasta 2022 y anteriormente fue comandante de las fuerzas armadas de Fiyi.
Bainimarama ha tomado el poder por la vía armada dos veces en la historia de Fiyi. La primera como jefe del gobierno militar interino de Fiyi desde el 29 de mayo al 13 de julio de 2000, después de organizar un contragolpe para neutralizar el golpe de Estado anterior perpetrado por George Speight. 
Dio su apoyo al nuevo presidente designado Ratu Josefa Iloilo y fue uno de los principales instrumentos en la subida al gobierno del primer ministro, Laisenia Qarase, pero su crítica intensa a la política del gobierno a demostrar clemencia hacia las personas implicadas en el golpe mermó sus relaciones con el régimen, y el 5 de diciembre de 2006 derrocó al gobierno de Qarase y anunció que asumía la presidencia del gobierno de Fiyi de manera interina, no obstante el 4 de enero de 2007 devuelve la presidencia del país a Josefa Iloilo. Al día siguiente Iloilo lo asigna como primer ministro de Fiyi, reemplazando a Jona Senilagakali.

## Biografía

### Carrera naval
La carrera naval de Bainimarama abarca tres décadas. Ha recibido varios honores por su servicio. Ha sido nombrado Hermano Oficial de la Orden de San Juan de Jerusalén y ha recibido la Condecoración por Servicios Meritorios, la Medalla de Mantenimiento de la Paz para el personal de mantenimiento de la paz de las Naciones Unidas, la Medalla de Servicios Generales, la Medalla de la República de Fiyi y la Medalla del 25 Aniversario.
Después de completar el Curso Suplementario de Guardiamarinas en Australia, fue nombrado oficial de navegación del HMFS Kiro en agosto de 1978. A finales de ese año, fue ascendido a subteniente. En enero de 1979, Bainimarama se embarcó en el buque escuela naval chileno, el Buque Escuela Esmeralda, que pasó seis meses circunnavegando América del Sur. A su regreso a Fiyi en agosto, Bainimarama fue nombrado oficial ejecutivo del HMFS Kiro.
Después de un breve curso de navegación en el HMAS Watson en marzo de 1982, Bainimarama se sometió a un entrenamiento de búsqueda y rescate en el Centro de la Guardia Costera de los Estados Unidos en la ciudad de Nueva York.  A su regreso a Fiyi, fue nombrado comandante del HMFS Kikau, su primer puesto de mando. Pasó a comandar el HMFS Kula y pasó cuatro meses en 1984 en las zonas económicas exclusivas de Tonga, Tuvalu y Kiribati. Después de ser ascendido a teniente comandante en febrero de 1986, partió hacia el Sinaí, donde sirvió durante dieciocho meses con la Fuerza Multinacional y Observadores.
Bainimarama regresó a Fiyi en septiembre de 1987. Se encargó de la entrega de dos buques de guerra, el Levuka y el Lautoka, desde Luisiana en los Estados Unidos. Se convirtió en comandante de la Armada de Fiyi en abril de 1988, y fue ascendido al rango de comandante el 4 de octubre de ese año. Ocupó este cargo durante los siguientes nueve años.

#### Golpe de Estado del 2000
El 19 de mayo de 2000, un grupo dirigido por George Speight, un hombre de negocios que había sido declarado en bancarrota tras la cancelación de varios contratos por parte del Gobierno, entró en los edificios del Parlamento y elementos descontentos de la población de Fiyi se unieron a su lado. Durante 56 días, el primer ministro Mahendra Chaudhry y la mayor parte de su gabinete, junto con muchos parlamentarios y su personal, fueron retenidos como rehenes mientras Speight intentaba negociar con el presidente, Ratu Sir Kamisese Mara, quien denunció el golpe y declaró el estado de emergencia. Creyendo que el presidente Kamisese Mara no estaba haciendo frente eficazmente a la situación, Bainimarama obligó a Mara a dimitir el 29 de mayo de 2000, en lo que algunos políticos han llamado desde entonces "un golpe dentro de un golpe", y formó un gobierno militar provisional, que negoció un acuerdo en virtud del cual los rebeldes liberarían a todos los rehenes, incluido el depuesto Primer ministro Mahendra Chaudhry. y se rendiría sin castigo. Más tarde, el gobierno incumplió la última parte del acuerdo y arrestó a Speight el 27 de julio de 2000.

## Carrera militar

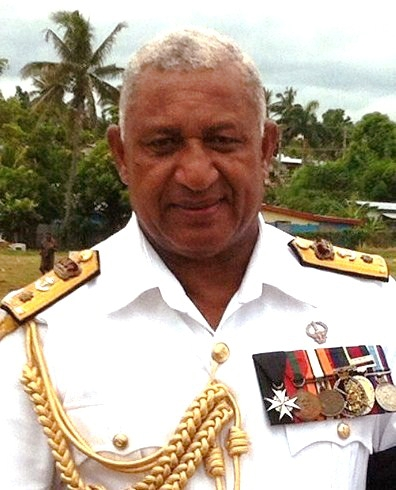
Josaia Voreqe Bainimarama

### Golpe de Estado de 2006
El 31 de octubre de 2006, mientras Bainimarama se encontraba en Egipto visitando a las fuerzas de Fiyi en tareas de mantenimiento de la paz en el Oriente Medio, el presidente Iloilo decidió rescindir el nombramiento de Bainimarama, nombrando en su lugar al teniente coronel Meli Saubulinayau, quien declinó asumir el cargo. Altos oficiales militares de Fiyi respaldaron a Bainimarama, quien rápidamente pidió la renuncia del Gobierno. Los gobiernos de Australia, Nueva Zelanda, Estados Unidos y otros hicieron un llamado a la calma y pidieron garantías de que el ejército fiyiano no se levantaría contra el gobierno.
Hasta el 9 de diciembre, se había informado de detenciones de miembros de los medios de comunicación y disidentes declarados así como de incidentes de intimidación y violencia cometidos contra figuras políticas. Bainimarama dijo en una conferencia de prensa el 15 de diciembre que aceptaría asistir a una próxima reunión del Gran Consejo de Jefes, el organismo feudal facultado para elegir al presidente, vicepresidente y catorce de los treinta y dos senadores del país, solo en su calidad de presidente de la República, informó el Fiji Sun.
El 6 de septiembre de 2007, Bainimarama impuso un nuevo estado de emergencia por un mes, alegando que el depuesto primer ministro Laisenia Qarase y su portavoz estaban difundiendo mentiras e intentando causar desestabilización, tras el regreso de Qarase a Suva después de haber estado confinado en la isla de Vanua Balavu desde su derrocamiento. Bainimarama dijo que Qarase y su portavoz deberían regresar a Vanuabalavu y que podrían "hablar desde allí".

## Primer ministro (2007-2022)

### Crisis constitucional de 2009
En abril de 2009, el Tribunal de Apelación dictaminó que la destitución del gobierno democrático durante el golpe militar de 2006 era ilegal. Bainimarama dimitió el 10 de abril de 2009 como primer ministro interino.
El presidente Iloilo anunció entonces que había abolido la Constitución, asumido todo el poder de gobierno y revocado todos los nombramientos judiciales. Volvió a nombrar al comodoro Frank Bainimarama como primer ministro solo 24 horas después. El 24 de abril, el presidente lo nombró Compañero de la Orden de Fiyi en reconocimiento a sus "eminentes logros y méritos del más alto grado y servicio a Fiyi y a la humanidad en general".

### Victorias electorales
Bainimarama prometió el regreso de las elecciones y la democracia en 2014, y formó un partido llamado FijiFirst.  En las elecciones generales de Fiyi de 2014, Fiyi obtuvo la mayoría y Bainimarama prestó juramento como primer ministro de Fiyi por el presidente Ratu Epeli Nailatikau. En las elecciones generales de Fiyi de 2018, FijiFirst obtuvo una mayoría absoluta, y Bainimarama fue nombrado primer ministro para un segundo mandato el 20 de noviembre de 2018. En las elecciones generales de Fiyi de 2022, Fiyi obtuvo la mayoría absoluta, pero no pudo formar gobierno, lo que significa que Bainimarama dejaría de ser primer ministro después de 16 años de gobierno y cedió el poder el 24 de diciembre de 2022.

## Suspensión del parlamento y arresto
El 17 de febrero de 2023, Bainimarama fue suspendido del Parlamento durante tres años tras hacer referencias despectivas al presidente Wiliame Katonivere y al primer ministro Sitiveni Rabuka, así como por hacer comentarios traicioneros en contravención del reglamento.  Siguió siendo el líder de la oposición hasta el 8 de marzo de 2023.
El 9 de marzo de 2023, Bainimarama fue acusado de abuso de poder por las acusaciones de que él y el comisario de policía Sitiveni Qiliho interfirieron en una investigación sobre mala gestión financiera en la Universidad del Pacífico Sur.   Los dos fueron puestos en libertad bajo fianza al día siguiente después de declararse inocentes.   Bainimarama y Qiliho fueron absueltos el 12 de octubre de 2023.  El 14 de marzo de 2024, el Tribunal Superior de Fiyi anuló la absolución y condenó a Bainimarama por intentar pervertir el curso de la justicia y a Qiliho por abuso de poder.  El 9 de mayo de 2024 fue condenado a un año de cárcel.